# Detroit techno
Detroit techno kan blive set som den originale techno-stilart, med kunstnere såsom Juan Atkins, Derrick May og Kevin Saunderson (kollektivt kendt som The Belleville Three, da de allesammen gik på byens Belleville High School) der hjalp med at cementere genren som et lokalt, underjordisk fænomen under midt-1980'erne. Påvirket tungt ved arbejdet af elektronisk musik-handlinger som Kraftwerk, såvel som electro og Chicago house der var udbredt på tidspunktet, hvor de smedede en signaturmekanisk, løsrevet lyd, en som giver atmosfæren af byens natliv genlyd. Genren er typisk drevet ved den særpræget lyd fra Roland TR-909-trommemaskinen, et stykke af udstyr som stadig forbliver i brug i dag, der tillader Detroit techno til at lyde samtidigt "andenverdensk" og funky, sammenlignelig til Detroits rige historie af R&B, soul og funk.